# مایکل لمبک
مایکل لمبک (به انگلیسی: Michael Lembeck) (زاده ۲۵ ژوئن ۱۹۴۸) بازیگر آمریکایی است.
از فیلم‌های معروف او می‌توان به بازی در فیلم تیم رویایی اشاره کرد.

## زندگی وشغل
لمبک در بروکلین ، نیویورک، پسر کارولین دابز و هاروی لمبک ، بازیگر و کمدین زاده شد . او بازیگری را از اواخر دهه 1960 و کارگردانی را در دهه 1970 آغاز کرد. برجسته‌ترین نقش او در نقش همسر جولی کوپر، مکس هوروات، در سریال کمدی یک روز در یک زمان بود . او در سریال Mary Hartman, Mary Hartman نقش گوینده اخبار Clete Meizenheimer را بازی کرد . در سال 1975، او در بارنی میلر در قسمت "مو" در نقش افسر گواردنو ظاهر شد. او همچنین از سال 1976 تا 1978 در سریال The Krofft Supershow "کاپیتان کول" از کاپیتان کول و کونگ ها را بازی کرد . او همچنین به خاطر بازی در نقش وینی فازیو در پسران در کمپانی C شناخته می شود.در سال 1978. او یکی از بازیگران کمدی موقعیت فولی اسکوئر 1985-1986 بود . او همچنین به همراه پدرش، بازیگر هاروی لمبک، در یک قسمت از خانواده پارتریج در سال 1971 ظاهر شد.
لمبک در فیلم The Santa Clause 2 و دنباله آن The Santa Clause 3: The Escape Clause با بازیگر فقید پیتر بویل همکاری داشته است . لمبک همچنین بویل را در تعدادی از اپیزودهای « همه ریموند را دوست دارند» کارگردانی کرد .
اولین حضور لمبک در فیلم در سال 1968 در فیلم Hang'Em High رخ داد ، جایی که او یک کارمند فروشگاه را با دو خط گفتاری به تصویر می‌کشد. او بعدها در فیلم The In-Laws بازی کرد . [2] او بابا نوئل 2 و بابا نوئل 3: بند فرار ، و همچنین فیلم نیا واردالوس ، کانی و کارلا و پری دندان را کارگردانی کرد . [1]
لمبک اکنون به عنوان کارگردان تمام وقت سینما و تلویزیون کار می کند. او برای کارش به عنوان کارگردان در قسمت های Friends ، Mad About You و Friends "The One After the Super Bowl" برنده جایزه امی شد و 20 قسمت دیگر این مجموعه را کارگردانی کرد. [ نیازمند منبع ]
او با بازیگر زن لورنا پترسون ازدواج کرده است . [ نیازمند منبع ]